# Авангардизм

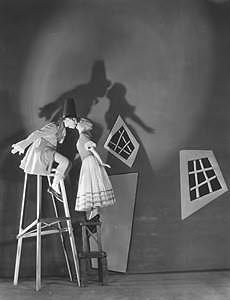
Кохання нуля, авангардна стрічка Роберта Флорі, 1927

Авангарди́зм (від фр. avant — попереду та garde — охорона) — узагальнювальна характеристика течій у світовому мистецтві, що виникли наприкінці XIX - початку XX століть, скерованих на руйнування традиційних художніх законів і форм заради створення нових. На відміну від модернізму, як періоду розвитку мистецтва, терміном  Авангардизм означають  будь-які  течії, які демонструють крайній радикалізм та епатажність.  

## Ідея
Комплекс явищ у мистецтві 1-ї третини XX ст., якому притаманне прагнення до радикального оновлення змістовних та формальних принципів творчості, і як наслідок, відмова від канонів мистецтва епох, що передували йому. Авангардистські тенденції виявились у мистецтві Західної Європи, США, Росії, Латинської Америки, хоча в кожному регіоні мали свої специфічні найхарактерніші особливості (наприклад, український авангардизм початку століття, який помилково називають російським). Авангардизм проявився в цілій низці течій та шкіл (фовізм, кубізм, футуризм, абстракціонізм, дадаїзм, сюрреалізм, експресіонізм, конструктивізм, імажизм) — торкнувся різних царин мистецтва (живопис, скульптура, архітектура, література, музика, кіно).
Мистецтво авангардизму складне і суперечливе, воно містить у собі продуктивні пошуки нових художніх форм і бачення світу. Серед його експериментів є невдалі «одноднівки», данина швидкоплинній моді, але залишається й те, що визначило нові імпульси в культурі нашого часу.[джерело?]
Загальними рисами авангардизму є:
- атмосфера бунту;
- настанова на постійне оновлення та творчий експеримент;
- зовнішньо-формальна новизна;
- епатаж;
- аморалізм;
- принцип деструкції цілого та монтажу його уламків;
- колажування;
- мозаїчність;
- потік свідомості;
- ігрові перевтілення.

Основні положення авангардного руху задекларовано в його маніфестах (починаючи з 1909—1910). Базовою ідеєю є свобода від традицій і соціальних обмежень. Способом пізнання навколишньої дійсності обрано нераціональну форму духовного досвіду (вольову, почуттєву, інтуїтивну та підсвідому). З погляду авангардистів, людина у процесі пізнання має спиратися на первісне світобачення, позбавлене негативного впливу цивілізації та культурних норм. Лише позбувшись умовних обмежень, вона може сприяти вільному творенню нової епохи.

## Відмінні особливості авангардизму
Авангардизм — сміливий новаторський напрям, що не має страху до великих експериментів, слідуючи істині. У пошуках правди він проникає в підсвідоме, в містичний стан, подібне сну (сюрреалізм, який використовує алюзії і парадокси), розкриває форми психологічного (ірраціональний дадаїзм), соціального мистецтва (футуризм, неоавангард), трансформує стандартні поняття, які виявляються безглуздими (абсурдизм), задіює художні рішення за допомогою підкреслено геометричних умовних форм (кубізм).
Незважаючи на багатство незвичайних естетичних прийомів, насиченість художніми техніками, авангардизм не позбавляється принципу розвінчання міфічної реальності — деміфологізації, виявлення її природних складових, які завуальовані системою художніх принципів, в крайньому відбувається повне відхилення естетичного ефекту заради безпосередності, «слова на свободі», «мистецтва прямого впливу» (Едвард Естлін Каммінгс, Ернст Толлер).
Замість властивої реалізму і модернізму теорії твори як закінченою цільної системи, в якій логічно виражений естетичний зміст, авангардизм вводить ідею вільного тексту, передбаченого для інтерпретацій і імпровізацій, участі читача в створенні сюжету, який до кінця не пізнається (поділ понять «твір» і «текст», рекомендований в 1950-х рр. Роланом Бартом, спочатку відштовхується від авангардизму).
Поняття «розпливчастого сенсу» переважає в літературі неоавангарда, що суперечить модерністському «концентрованому глузду», що належить автору твору.
На відміну від класичного модернізму авангардизм розглядається як не елітарне і відкрите мистецтво, однак окремі його школи користувалися прихованими теоріями створення естетичного простору, концепціями «чистої поезії», теорією «незацікавленого творчості», яка не визнає зв'язку мистецтва з історією.

## Передумови та історія виникнення

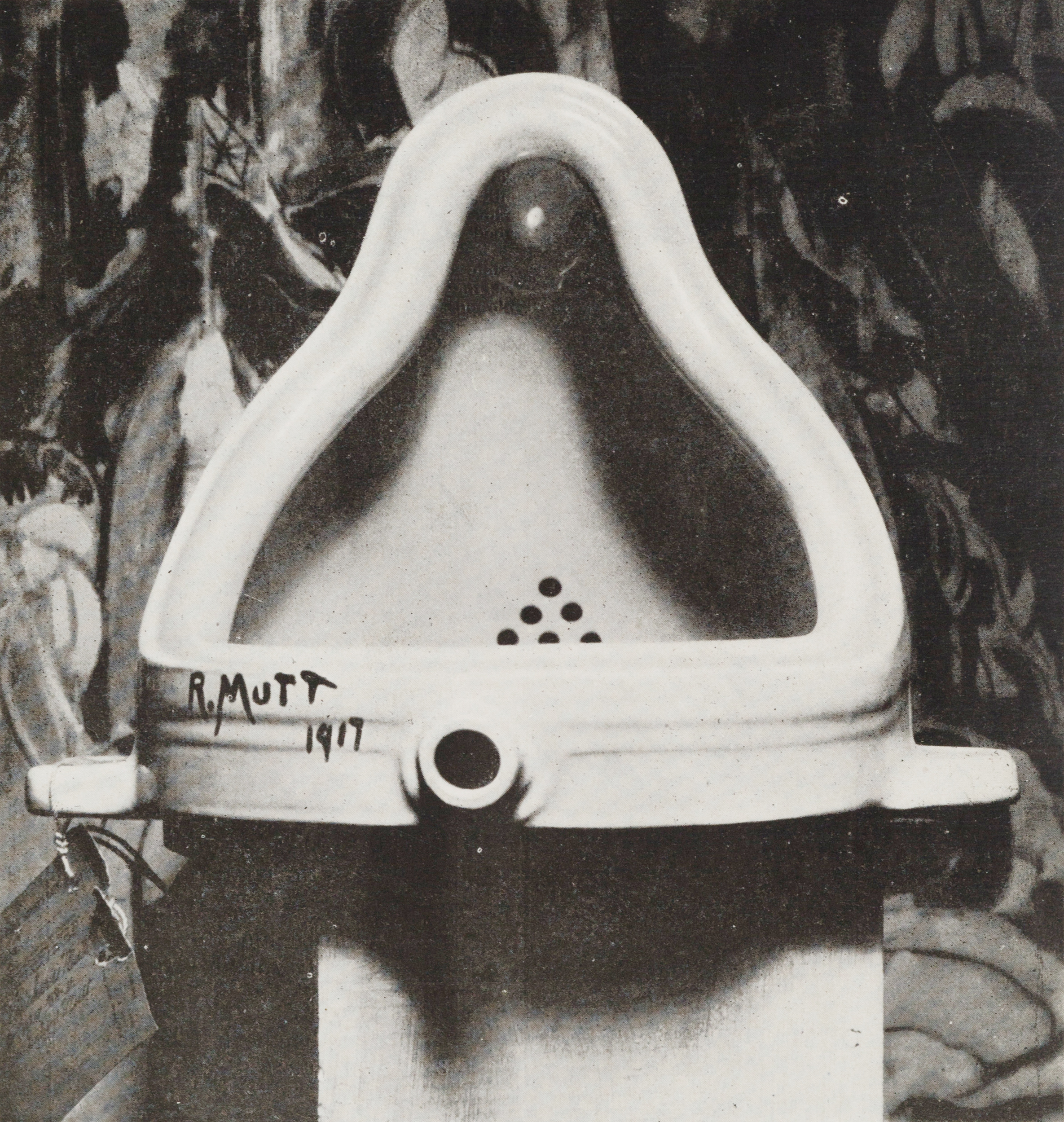
«Фонтан», авангардний артоб'єкт Дюшана, 1917. Фото: Альфреда Стігліца

Поява авангардизму була зумовлена низкою історико-політичних, філософських і соціо-культурних причин. За російською версією, найбільші соціальні зміни у світі на початку XX століття, що виникли під впливом соціалістичних та комуністичних теорій, в підґрунті яких лежала ідея докорінної перебудови світу, і як її реальний прояв — російська революція 1917 p., спричинили й аналогічні прагнення до перетворення мистецтва.
Спростовує російську версію один із провідних дослідників авангарду і творчості Малевича, французький мистецтвознавець Жан-Клод Маркаде: «Відомо, що термін „російський авангард“ був введений в обіг в Європі в 1960-х роках під впливом європейських марксистських або навколо марксистських колах, які створили тоді міф 1920-х років, мовляв велика Жовтнева революція породила велике мистецтво авангарду. Новатори 1910-1920-х років в Російській імперії і потім Радянському Союзі виступали за „ліве мистецтво“ до революції 1917 року — не в політичному його розумінні, а в сенсі боротьби проти консервативності художніх шкіл і академій. Повальну участь „української школи“ всередині „російського“ авангарду замовкнути неможливо. Нагадаю, що „російський футуризм“ (ще одна неадекватна назва!) виник в Україні у Бурлюків. Багато протагоністів лівого мистецтва виявляють в своїй творчості імпульси, що йдуть з території, яку за царату називали Малоросією — найяскравіші приклади — Бурлюки, Малевич, Татлін, Ларіонов, Олександра Екстер, Архипенко, Соня Делоне.»
До речі, саме Україна, Білорусь, Росія дали світові видатних теоретиків і практиків авангардизму (Д. Д. Бурлюк, В. В. Кандінський, К. С. Малевич, М. Шагал, В. Є. Татлін, В. Маяковський, М. Ф. Ларіонов, Н. С. Гончарова, П. М. Філонов. О. П. Архипенко, Е. Воргол та ін.). З іншого боку великий вплив на авангардистів мала І світова війна, яка зумовила їхнє трагічне світовідчуття.
Інтенсивний період розвитку авангардизму 1905—1930 рік тісно пов'язаний з модернізмом, його риси відбилися в таких найбільш великих модерністських напрямках як: імпресіонізм, експресіонізм, фовізм, кубізм, футуризм, абстрактне мистецтво, дадаїзм, сюрреалізм, оскільки, незважаючи на широку поширеність авангардистських концепцій, жоден рух або школа не позначали приналежність до авангарду в своїй назві. Творчі групи почали іменуватися авангардистськими після їх розпаду.
Через небезпечну політичну ситуацію в Європі в кінці 1930-х років бунтарський характер творчості авангардистів змінюється політично-пропагандистським змістом, що призводить до зникнення екстремальності.
Авангардизм відродився в європейській літературі післявоєнного періоду 1950—1960 роках, його екстремальні ідеї втілилися в новому русі «неоавангард», який проклав основу такими напрямками як концептуалізм і гіпперреалізм. Але неоавангардістскіе тенденції, на відміну від авангардизму початку ХХ століття, протистоять не концепціям буржуазного суспільства, а мистецтву і культурі так званого соціалістичного реалізму.
З соціокультурного погляду, кардинальні зміни в науці (теорія відносності, квантова теорія, розщеплення атомного ядра), техніці та побуті (нові засоби пересування та зв'язку), прискорений темп і напруженість життя вимагали адекватного відображення в мистецтві.
У філософських та психологічних аспектах теорії авангарду Шопенгауера, Ф. Ніцше, А. Бергсона, К. Маркса, З. Фрейда, К. Г. Юнга суттєво змінили погляд на природу, сутність і призначення людини, а також роль та функції мистецтва в суспільстві. Ці теорії парадоксально сполучалися в маніфестах авангардистів. У зв'язку з цим слід відзначити, що авангардизм став не тільки естетичним феноменом, але й значною мірою був політично ангажований. Анархізм, підкреслена антибуржуазність авангардистів, їх прагнення до епатажу, скандалу, шоку, «сюрпризу» об'єднали митців, які пізніше опинились у різних політичних таборах Ф. Марінетті примкнув до Б. Муссоліні, Е. Паунд всіляко вихваляв італійський фашизм, Г. Бенн був лояльний до А. Гітлера. Л. Арагон, Елюар, А. Зегерс, Й.-Р. Бехер, В. Незвал стали комуністами.

«Гондольєр» О. П. Архипенка

В естетичному плані найближчими попередниками авангардистів були так звані прокляті поети XIX ст. — Ш. Бодлер, Ж. Лотреамон, А. Рембо, П. Верлен, О. Вайльд, а також художники-імпресіоністи, надто Поль Сезанн, який вважається попередником усього авангардистського образотворчого мистецтва. Глибокі коріння злучають авангардизм із творчістю І. Босха, умовним середньовічним мистецтвом, руською іконографією, первісним мистецтвом.
Основним естетичним принципом авангардизму стала відмова від так званого традиційного мистецтва, що розвивалось з доби Відродження до кінця XIX ст., в якому домінували засади наслідування природи, відображення дійсності й більш-менш виражена моральна ідея. Це виявилось у навмисній формотворчості, нежиттєподібності, епатажі (геппенінги дадаїстів).
У відмові від усталених норм етики й естетики, відвертому аморалізмі (в літературі це яскравіше виявилось у творчості Л. Селіна, А. Бретона. А. Міллера). На думку авангардистів, мистецтво повинно перестати бути чимось допоміжним стосовно дійсності, «засобом» на зразок фотографії та новим моральним євангелієм, воно повинно перетворитись у самодостатню цінність. На думку німецького теоретика К. Фідлера, «мистецтво аж ніяк не покликане проникати у низьку дійсність, яка є дійсністю всіх людей, а також не володіє сумнівним покликанням рятувати людей від дійсності, спускаючись із казкового царства. Якщо здавна сперечаються між собою за право виражати сутність художньої діяльності два принципи: наслідування та перетворення дійсності, то, думається, розв'язання цієї суперечки можливе лише завдяки висуванню на їх місце третього принципу — утворення нової дійсності».
Інакше кажучи, в авангардизмі переважають умовні форми, в яких несхожість з життям набуває самодостатнього характеру. Символи та іномовлення стають самоцінними, а мистецтво  почасти перетворюється на міфотворчість. Так Дж. Джойс в «Уліссі» прагне створити всеосяжний міф про людину XX ст. На відміну від соціалістичного реалізму, який теж не відтворював існуючу реальність, авангардизм був мистецтвом елітарним і чесним, та,  попри галасливість деяких його представників, мав серйозну мету — піти далі традиційного мистецтва. Найкращі художники та письменники авангардисти прагнули проникнути в глибинні, непізнані та неусвідомлені сфери буття. Так само як наука розклала атом, так художники-абстракціоністи намагалися зобразити на своїх полотнах первні Всесвіту, виділити чистий колір і чисту форму (П. Мондріан, Кандінський). Так само, як теорія відносності А. Ейнштейна заперечила зовнішню ясність та простоту ньютонівської механіки, так і художники-кубісти (П. Пікассо, Ж. Брак) відходили від видимої реальності, показували її не такою, якою ми її «бачимо», а такою, якою ми її «знаємо» (звідси накладання простору). Письменники-авангардисти, зокрема сюрреалісти, намагались проникнути в «потаємну» реальність, відкрити, так би мовити, вимір нашого буття, відобразити світ снів, марень, видінь, прозрінь, інакше кажучи, світ підсвідомості (вплив ідей Фрейда). З іншого боку, авангардисти прагнули відтворити новий ритм життя, стрімку урбанізацію і технізацію суспільства (Гійом Аполлінер, Ф. Леже, Павло Філонов, футуристи). Важливим досягненням авангардистів стало своєрідне втілення в їхніх творах жаху, трагічності існування людини XX ст., її відчуженості, абсурдності буття, прибитості тоталітарно-бюрократичною системою, бездушною технічною цивілізацією. Цей аспект особливо характерний для живопису німецького експресіонізму, картин Пікассо («Герніка»), С. Далі («Передчуття громадянської війни»), притч Ф. Кафки і А. П. Платонова. романів Д. Г. Лоуренса.
Український авангард, будучи тісно пов'язаним із загальноєвропейським, при цьому не наслідував його, більше того, породив різноманітні стильові напрями та розвивався паралельно з європейськими авангардними течіями. Вітчизняні митці-авангардисти, пропустивши крізь себе новації західних колег, створили власні естетичні концепції, обґрунтувавши нові авангардні напрями у мистецтві (архипентура О. Архипенка, кубофутуризм О. Богомазова, неовізантинізм М. Бойчука, супрематизм К. Малевича, конструктивізм А. Петрицького).

## Відмінність між авангардом та модернізмом
Модернізм, що почався в кінці XIX століття, є раннім періодом авангардизму, основний період розвитку якого припадає на першу третину ХХ століття. Модернізм з авангардизмом пов'язані спільною утопічною метою неприйняття реалізму, перетворення свідомості за допомогою мистецтва. Але авангардистам притаманні більш радикальні ідеї перебудови не тільки свідомості, а й суспільства за допомогою мистецтва.
Модернізм був спрямований на художній переворот, зміни всередині творчих традицій, не заперечуючи їх, авангардизм ж радикально виступав проти всіх попередніх звичаїв.
На відміну від модернізму, авангардизм не є чітко визначеною і сформованої системою філософських і художніх умов, основні якості, якими він керується: нестійкість кордонів, еклектика теорій, відсутність консерватизму.
Різнопланові школи авангардизму існували недовго, що обумовлено їх протистоянням між собою в суперництві за першість і унікальність їх ідеології.
Проте, новаторські оригінальні ідеї втілюють спільну рису авангардистського мистецтва в цілому, що дає можливість визначити його як єдиний напрямок, багате своїми художніми формами протягом ХХ століття. Поява цього руху обумовлено як руйнуванням основ світового порядку, який проголосив ліберальність і гуманізм гарантіями соціального прогресу, так і нерозривно пов'язане з відсутністю відповідних форм мистецтва, овіяних новими пріоритетами.
Перш за все, були спростовані естетичні аспекти мистецтва класичного реалізму, які опинилися віджилими і не пристосованими для революційного періоду ХХ століття. Авангардисти вважали, що дійсність зруйнувала філософські та моральні концепції, надзвичайно необхідні для мистецтва цього часу. Наприклад, авангардизм втручається в аналогію між поняттями образності і виразності, віддаючи перевагу останньому. У порівнянні з реалізмом, який вважав за краще повністю і всебічно зображати світ у всіх його гранях, переданих художником, авангардизм дотримувався протилежних принципів, вважаючи таке органічне і багатопланове зображення неприпустимим в обставинах, при яких зруйновано світоустрій, сучасне життя людства охоплена хаосом, безладом, відбуваються важкі революційні події. Мистецтво авангардизму відмовляється від репрезентативності — відтворення дійсності в звичних і точних видах. На зміну приходить ідея художнього деформування реальності, яка прокладе шлях для створення таких важливих стилістичних прийомів, як гіпербола, алогізм, гротеск, в окремих своїх формах спонукає відкинути класичний творчий акт на користь образного жесту, який служить відчаєм перед жорстоким світом, незгоду з його засадами.
Відчуваючи час як період кардинальної зміни життєвого порядку, падіння стійких, незламних переконань, авангардисти явно примикають до радикально лівим ідеологічним силам, що пов'язує його школи (футуризм, експресіонізм) з комуністичними концепціями, так само як і творчість майстрів слова Володимира Володимировича Маяковського, Бертольда Брехта, Луї Арагона, Поля Елюара. Теорії комунізму суперечили незамінною авангардистської мети про повну свободу і незалежність мистецтва, непоєднуване з канонами. Таким же неприпустимим було розбіжність між теорією підпорядкування мистецтва політиці комунізму і авангардистських неконсерватізмом, супутнім безперервному творчому процесу

## Авангардизм у мистецтві

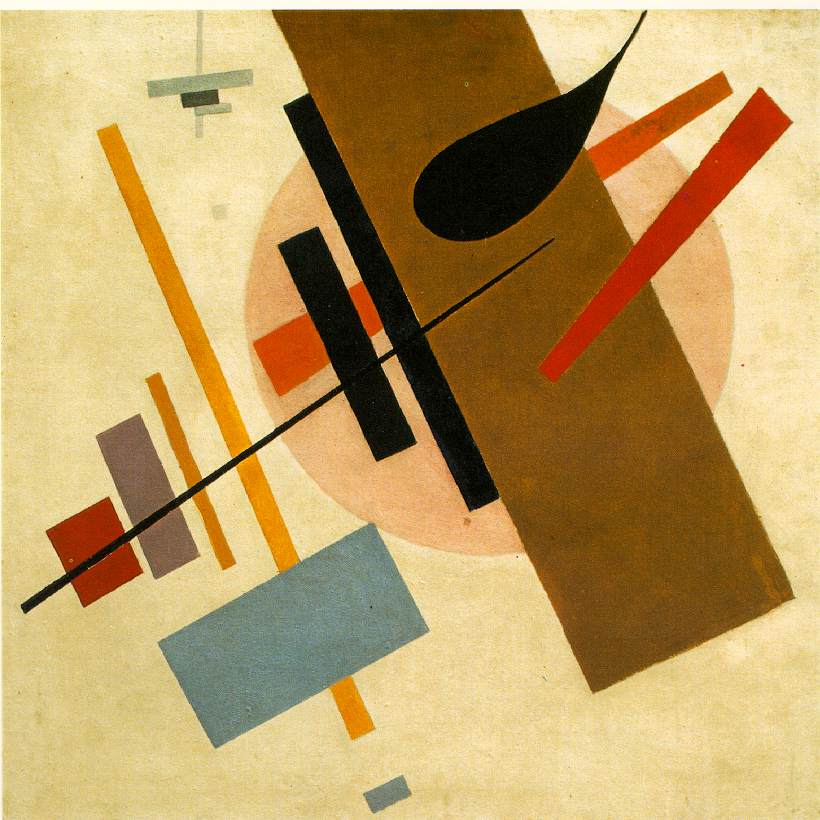
Казимир Малевич, Супрематизм

Експресіоніст Еміль Нольде «Танець навколо Золотого тельця», 1910

### Авангардизм в образотворчому мистецтві
Нові теми та проблеми примусили шукати й відповідні засоби висловлення. У живописі революцію здійснили кубісти, а довели її до логічного завершення абстракціоністи, які створили так зване нефігуративне мистецтво, цілком відмовились від традиційних способів відображення дійсності. Іншим шляхом пішли художники-сюрреалісти, які сполучали майже фотографічну натуралістичність мазка з фантастичністю, фантасмагоричністю і навіть кошмарністю сюжетів своїх картин.
Російське мистецтво 1-ї чверті XX ст. зробило значний внесок у розвиток авангардизму. Російські художники та театральні оформлювачі, які згуртувались навколо товариства «Світ мистецтв» (рос. «Мир искусств») оновили в дусі авангардизму мистецтво театральних декорацій та книжкових ілюстрацій (О.Бенуа, Л.Бакст, К.Сомов). М.Ларіонов і Н.Гончарова були творцями однієї з течій в абстрактному образотворчому мистецтві — «лучизму».
Світовий художник родом з України К.Малевич започаткував супрематизм. Загальновизнаним теоретиком абстракціонізму був В.Кандінський. Киянка О.Екстер і уродженець Харкова В.Татлін були засновниками конструктивізму, який проявився в різних сферах: архітектурі, дизайні, мистецтві плакату, оформленні вуличних процесій та майданів.
Своєрідно відбились авангардистські тенденції в Мексиці, поєднавшись з традиціями індіанської культури в монументальних панно і фресках Рівери та Сікейроса.

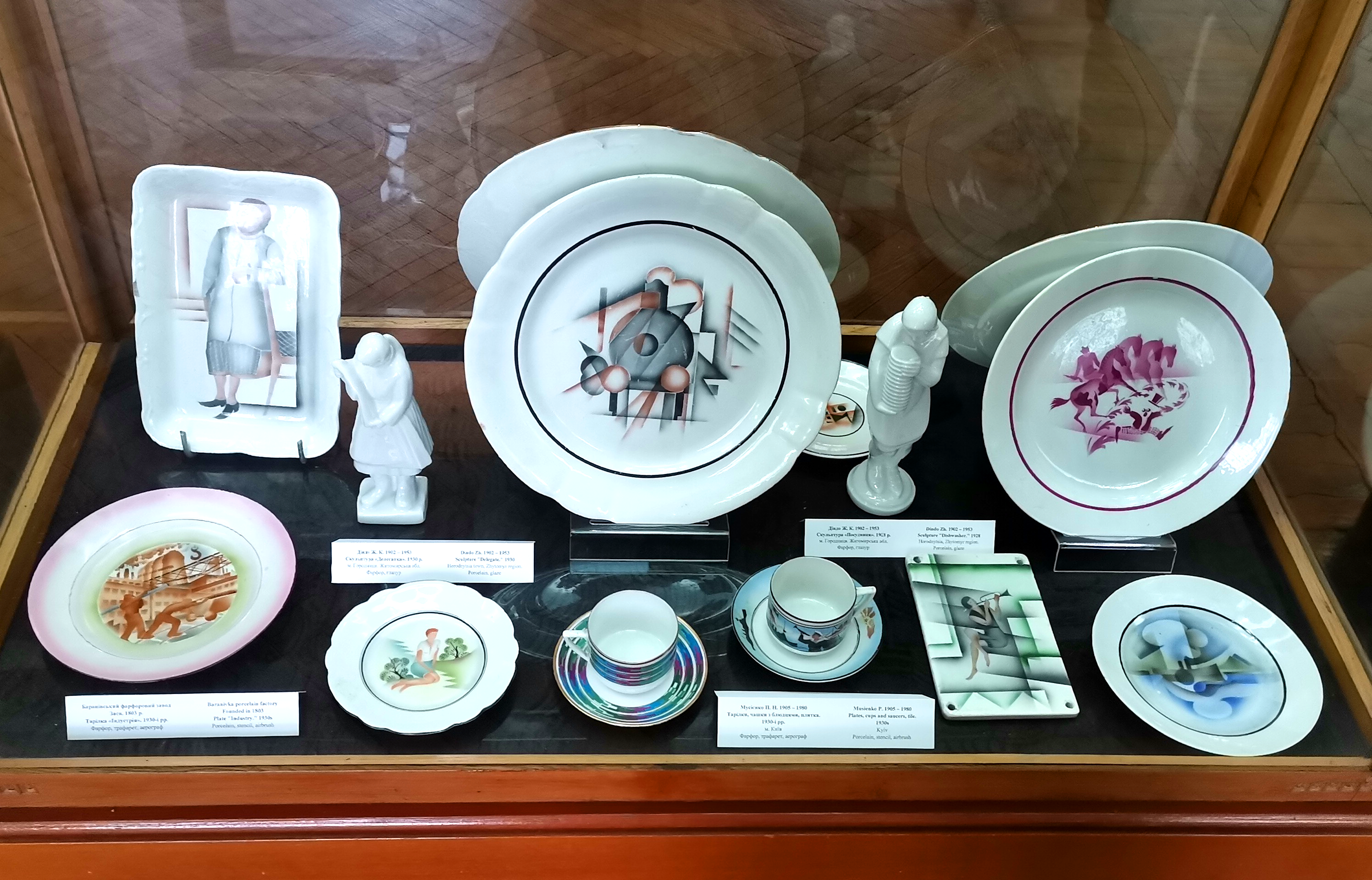
Кераміка 1930х з роботами Мусієнка Пантелеймона, Баранівського порцелянового заводу у музеї українського народного декоративного мистецтва

В образотворчому мистецтві, авангардизм тісно переплітається з такими поняттями:
- Абстрактний експресіонізм
- Абстракціонізм
- Баугауз
- Дадаїзм
- Конструктивізм
- Кубізм
- Лучизм
- Фовізм
- Примітивізм
- Супрематизм
- Футуризм
- Експресіонізм
- Систематизм

### Авангардизм у літературі
Термін «авангардизм» щодо літератури вперше був використаний 1845 Г. Д. Лаверданом, який у роботі «Про місію мистецтва та роль художника» відводив творцеві «авангардну» роль. Досі остаточно не з'ясовано співвідношення понять «авангардизм» — «модернізм». Одні дослідники використовують їх як адекватні, інші — чітко розрізняють ці поняття, ще інші включають авангардизм до модернізму, ширшого поняття. Найобґрунтованішим є погляд, згідно з яким авангардизмом зветься художнє явище 1-ї третини XX століття.
У літературі сформувався принцип мозаїчності, колажу, монтажу, багато в чому зобов'язаний кінематографічній техніці (Аполлінера). Сюрреалісти ввели поняття «автоматичного письма», сенс якого полягає у спробах відокремити творчий процес від контролю розуму. У тому ж напрямкові йшли пошуки творців потоку свідомості (М. Пруст, Джойс, В. Вулф), які прагнули відтворити засобами літератури складний процес асоціативного мислення, репродукувати роботу механізмів пам'яті. Певною мірою подібні прийоми пропагували С. Далі в мистецтві, Л. Бунюель — в кінематографі, І. Ф. Стравінський і А. Шенберг — в музиці, для яких характерне прагнення до поєднання такого, що не поєднується, до злучення раціонального та інтуїтивно-підсвідомого, відмова від закономірних логічних зв'язків, від законів традиційної музичної гармонії, від класичних літературних канонів, від традиційного розуміння сюжету, композиції, характеру персонажа.
У поезії авангардистські тенденції найяскравіше проявились у творчості  Гійома Аполлінера, Луї Арагона. Поля Елюара, Володимира Маяковського, В. Хлєбникова, та ін. Поезії притаманна незвична епатуюча метафоризація (Аполлінер: «Ірреальне шампанське піниться, наче равлик або як мозок поета»), гра значеннями, образами, звуками, багаторазове повторення, прагнення відокремити Звукову форманту вірша від змістовної, виділити «чисту музику» вірша, знайти графічну форму вірша, адекватну змістові (калліграми Аполлінера). Логічною була відмова від традиційного розміру, рими, ритму, розділових знаків.
В основних тенденціях авангардизм був явищем наднаціональним космополітичним, про що свідчить інтернаціональний склад його головних представників (французи А. Матісс та А. Бретон, іспанці, точніше — каталонці Пікассо і Далі, поляк Аполлінер, румун Т. Тцара, австрієць О. Кокошка, німці Е. Л. Кірхнер та Е. Нольде, голландець Мондріан, норвежець Е. Мунк, італієць Марінетті, росіяни Кандінський і Філонов, українець Архипенко та Ворхол, мексиканці Х. Рівера та Д. Сікейрос, євреї Шагал та Малевич). Духовною батьківщиною для більшості з них був Париж, де сформувалась переважна частина авангардистських течій. Німеччина була центром експресіонізму, Італія — футуризму.
У поезії авангардизм проявився у творчості символістів (В. Брюсов. К. Д. Бальмонт, І. Ф. Анненський, О. О. Блок, А. Бєлий), акмеїстів (М.Гумільов, А. А. Ахматова, О. Мандельштам), кубо- та егофутуристів (Хлєбников, Кручоних, брати Бурлюки, Маяковський), імажиністів (С. О. Єсєнін, А. Б. Марієнгоф). В українській поезії в 1920-х pp. існували авангардистські групи «Аспанфут» і «Авангард» (В. Л. Поліщук, О. Левада, Г. Чернов, В. Ярина), які орієнтувались на стиль «конструктивного динамізму» індустріальної доби. У Польщі в міжвоєнні роки функціонувала група «Краківських авангардистів», які проголосили гасло «місто-маса-машина», відмову від «стихійності» лірики на користь раціоналістичного конструктивізму метафоризації (Ю. Пшибось, Т. Пейпер). У чеській літературі в середині 1920-х pp. була висунута авангардистська програма поетизму, яка передбачала розділ сфер революційної боротьби та вільної пролетарської поезії (Незвал). Серед авторів «Збірника молодої словацької літератури» (1924) були помітні відгуки футуризму, експресіонізму та інших авангардистських течій Я. Смрек, Я. Грушевський. Т. Гашпар). Група літераторів Угорщини, близьких до західно-європейського авангардизму, згуртувалась навколо часопису «Нігат»: «Захід» (Е. Аді. М. Бабич, А. Тоот, Ж. Моріц, Л. Сабо). Розлога течія німецького експресіонізму в 1910—1920 pp. об'єднала літературні групи «активістів», неопатетиків, футуристів, абстракціоністів (Ф. Велекінл, Г. Кайзер, Е. Толлер, Г. Гайм, П. Цех, Й. Бехер). Не отримавши широко розвитку в Румунії, європейський авангардизм сприяв формальним пошукам Т. Аргезі, Л. Благи, Й. Мінулеску.
За межами європейського континенту авангардизм зробив певний вплив на літературу США (В. Фолкнер, Е. Хемінгвей). А в тім, в США не був органічним явищем, всі його представники пройшли паризьку школу і сприйняли авангардистські новації досить критично. У Латинській Америці авангардизм проявився в основному в поезії, найяскравішими його представниками були В. Уйдобро, П. Неруда (Чилі), Х. Л. Борхес (Аргентина).
Авангард за сучасних умов набув вигляду неоавангарду. Породжений недолугими стереотипами імітат-літератури періоду соцреалізму, він спромігся розкрити потворні, нежиттєздатні її аспекти, цілком очевидну творчу безплідність. У цьому напрямі епатажна функція представників «Бу-Ба-Бу», «ЛуГоСаду», «нової літератури» та ін. досягла своєї мети. Однак невдовзі перетворилася на словесну, зумисне заземлену звульгаризовану гру, яка привертає увагу своїми парадоксальними формами.

### Авангардизм у музиці
Музичний авангардизм бере свій початок у 1920-х роках, ґрунтуючись на концепціях футуризму, брюїтизму, дадаїзму і сюрреалізму. Авангардизм відрізняє радикальний відхід від загальноприйнятих канонів, пошук нетрадиційних виражальних засобів, форм, жанрів для втілення нових творчих та естетичних ідей. Авангардизм значно розширив межі виражальних засобів, увівши до їх кола використання шумових ефектів, математичних методів композиції, електрозвукового синтезу за допомогою комп'ютерної техніки тощо. В 1940-х роках авангардизм став відправною точкою конкретної і стохастичної музики і серіалізму, в 1950-х для алеаторики і сонористики, авангард вважається витоком і для таких специфічних жанрів як інструментальний театр і геппенінг.
Найважливішими центрами авангардної музики стали місця проведення традиційних міжнародних семінарів, колоквіумів, фестивалів нової музики — Берлін, Варшава, Донауешінген, Загреб, Київ, Краніхштайн, Париж, Стокгольм та інші міста. Представниками повоєнного музичного авангардизму є композитори різних художніх і естетичних переконань: Л. Беріо, Б. Мадерна, Л. Ноно (Італія), А. Пуссер (Бельгія), П. Булез, П. Шеффер (Франція), Д. Кейдж (США), Я. Ксенакіс (Греція), К. Пендерецький, Б. Шеффер (Польща), К. Штокгаузен, М. Кагель (Німеччина) та інші.
В українській музиці XX ст. вирізняються 2 періоди активного захоплення ідеями авангардизму; 1920-ті — поч.1930-х та 1960-ті. Характерними особливостями музичної творчості стало поглиблене освоєння нових естетичних і творчих ідей, запозичених із західно-європейської практики, а також використання нових виражальних засобів і технік компонування. Представниками міжвоєнного авангардизму в Україні вважаються Б. Лятошинський, Ю. Кофлер, С. Туркевич-Лукіянович, 3. Лисько, К. Шипович. В 1930-х — 1950-х роках музичний авангардизм в Україні не мав можливостей для розвитку, будучи несумісним з естетичною платформою методу соцреалізму — єдиного офіційно дозволеного художнього напряму в СРСР. Лише в середині 1960-х років українські композитори отримують можливість вивчати авангардні здобутки західно-єворопейських композиторів. В цей час у Києві виникає група Київський авангард, до якої входили Л. Грабовський, В. Годзяцький, В. Сильвестров, Євген Станкович, Іван Карабиць, Володимир Загорцев, Володимир Губа, Святослав Крутиков. Саме в їх творах вперше в українській музиці з'явилися авангардні прийоми, що в Європі були опановані ще в першій половині століття. Серед композиторів-авангардистів кінця XX — початку XXI століття — В. Рунчак, К. Цепколенко, О. Щетинський, Л. Юріна, С. Зажитько, В. Польова, Св. Луньов, С. Пілютіков, А. Карнак, С. Ярунський, Г. Немировський, Д. Перцов, О. Безбородько, О. Шимко та інші.
В той же час авангардизм лишається об'єктом критики і після повалення СРСР. Наприклад  на думку Д. Житомирського (1998) "“У своїх крайніх проявах авангардизм носить руйнівний характер і призводить до ліквідації тих засобів, за допомогою яких музика здатна висловити багатий світ почуттів, ідей, життєвих явищ та процесів".

## Авангард у драматургії
Першовідкривачів авангардної символістської драми став бельгійський франкомовний драматург Моріс Метерлінк. Слідом за ним символістська поетика і світовідчуття закріплюється в драмах Г. Гауптмана, пізнього Г. Ібсена, Л. Н. Андрєєва, Г. фон Гофмансталя. У XX столітті авангардна драма збагачується прийомами літератури абсурду. У п'єсах пізнього А. Стріндберга, Д. І. Хармса, В. Гомбровича, С. І. Віткевича зображується абсурдна реальність, поступки персонажів найчастіше алогічні. Закінчене вираження абсурдистські мотиви отримали в творчості франкомовних авторів т. Н. драми абсурду — Е. Іонеско, С. Беккета, Ж. Жене, А. Адамова. Слідом за ними абсурдистскі мотиви розвивав в своїх драмах Ф. Дюрренматт, Т. Стоппард, Г. Пінтер, Е. Олбі, M.Волохов, В. Гавел.

## Протоавангард
Початку епохи авангарду, яке більшість дослідників відносять до 1905—1907 років, передував період протоавангард — коли поетика авангарду проявляла себе на рівні тенденцій в символізмі в маніфестаціях, подібних «Крику» (1893) Едварда Мунка.
Період протоавангарду рубежу XIX—XX століть характеризується як злам, перехід від класичної естетики Аристотеля, мімесиса, до некласичної, антиарістотелевській традиції.
Свідок і учасник цього зламу, ірландський англомовний поет Вільям Батлер Єйтс в 1897 році писав про те, що відбувається:
… Реакція на раціоналізм вісімнадцятого століття змішалася з реакцією на матеріалізм дев'ятнадцятого століття, і символістське рух, яке досягло досконалості у Вагнера в Німеччині, у прерафаелітів в Англії, у Вільє де Ліль-Адана, Малларме і Метерлінка у Франції і пробудило уяву Ібсена і Д ' Аннунціо — безумовно єдине рух, що говорить нові речі.

#### Авангардизм у музиці
- Теодор В. Адорно. Избранное: Социология музыки: пер. с нем. — Москва: Университетская книга, 1999. — 445 с.(рос.)
- Теодор В. Адорно. Философия новой музыки: пер. с нем. — Москва: Логос, 2001. — 343 с.(рос.)
- Цтирад Когоутек. Техника композиции в музыке XX века / Пер. с чеш. — Москва: «Музыка», 1976. — 365 с.(рос.)
- О. Костюк. Риси сучасного авангардизму // Музика. — 1971. — № 1.
- Даниэль Житомирский, Оксана Леонтьева и Ксения Мяло. Западный музыкальный авангард после второй мировой войньї. — Москва: «Музыка», 1989. — 303 с.(рос.)
- Стефания Павлишин. Зарубежная музыка XX века. Пути развития. Тенденции. — Киев, 1980. — 212 с.(рос.)
- Роман Піщалов, Андрій Орел та інші. Аутсайдер. Збірка статей про сучасну музику. — Київ: Бихун В.Ю., 2023. — 183 с., іл.
- Татьяна Чередниченко. Кризис общества — кризис искусства. Музыкальный авангард и поп-музыка в системе буржуазной идеологии. — Москва: «Музыка», 1985. — 191 с. (2-е изд. — 1987).(рос.)
- Татьяна Чередниченко. Музыка в истории культуры. Монография. В двух томах. — Долгопрудный: «Аллегро-пресс», 1994 (2-е изд.: однотомник (344 с.), Бишкек: «Фонд Сорос—Кыргызстан», Фирма «Айбек»,1996).(рос.)
- Татьяна Чередниченко. Музыкальный запас. 1970-е. Проблемы. Портреты. Случаи. — Москва. «Издательство НЛО», 2001.(рос.)
- Paul Griffiths, Modern Music and After: Directions since 1945, 3rd ed., Oxford University Press, 2010.(англ.)
- Alex Ross, The Rest Is Noise: Listening to the Twentieth Century, Farrar, Straus and Giroux, 2007.(англ.)
- Rob Young (ed.), The Wire Primers: A Guide to Modern Music, London: Verso, 2009.(англ.)

#### Авангардизм у літературі
- Літературознавчий словник-довідник за редакцією Р. Т. Гром'яка, Ю. І. Коваліва, В. І. Теремка. — К.: ВЦ «Академія», 2007.
- Лексикон загального та порівняльного літературознавства. — Чернівці: Золоті литаври, 2001. — С. 9—11.
- Д. Лукач. Франц Кафка чи Томас Манн? Авангардизм і критичний реалізм у сучасній буржуазній літературі (1955) [Архівовано 4 серпня 2020 у Wayback Machine.]